# Elecciones al Parlamento de Navarra de 2007
Las elecciones al Parlamento de Navarra de 2007 tuvieron lugar el 27 de mayo de dicho año. 
Pese a que UPN consigue su marca histórica, el equipo de gobierno UPN-CDN pierde la mayoría absoluta. Nafarroa Bai logró un gran ascenso, de 8 escaños que sumaban la coalición de partidos vasquistas en las anteriores elecciones de 2003 a los 12 escaños de las elecciones de 2007. Hubo un notable descenso notable de CDN e IUN, que perdieron la mitad de los escaños anteriores. Tras barajarse una posible coalición PSN-NaBai-IU, apoyado por la dirección local del PSN, la dirección federal del PSOE la vetó, con lo que se reeditó el gobierno de UPN-CDN.
Hubo 18.096 votos nulos en las elecciones forales, que fueron reclamados como propios por la izquierda abertzale ya que sus listas fueron ilegalizadas por los tribunales.

## Situación de los principales partidos antes de las elecciones
Unión del Pueblo Navarro (UPN) gobernaba la Comunidad Foral desde 1996 y sus principales poblaciones; para los comicios de 2007 proponía la reelección como presidente navarro por quinta vez de Miguel Sanz, teniendo como objetivo no perder la mayoría con la que había gobernado en la última legislatura junto con CDN. UPN ha duplicado en votos al segundo partido de Navarra en las últimas dos convovatorias electorales, manteniéndose en unos 125.000 votantes. Para la alcaldía de la capital UPN proponía a la alcaldesa desde 1999, Yolanda Barcina.
El PSN-PSOE, por su parte, había renovado recientemente su dirección e intentaba superar sus anteriores resultados que se mantenían constantes desde 1995 y estaba liderado por Fernando Puras, que ya fue consejero foral en el último gobierno socialista. La renovación del PSN afectaba también a la candidatura a la alcaldía de Pamplona presentando el PSN por primera vez a Javier Torrens a dicho puesto. La crispación existente a nivel estatal entre PSOE y PP convirtió a Navarra en centro del debate político, acusando los populares a los socialistas de haber llegado a acuerdos con ETA en relación con Navarra.
Nafarroa Bai, coalición de partidos nacionaistas vascos (EA, Aralar, PNV) y Batzarre, que sumaban por separado 8 parlamentarios, pretendía superar en votos al PSN y obtener los suficientes escaños como para conformar una mayoría con aquel y superar la que sustentaba al gobierno UPN-CDN. Nafarroa Bai se fundó para participar en las elecciones generales de 2004, en las que fue la tercera fuerza política de la comunidad, obteniendo el 18,04% de los votos, y se presentaba en el 2007 por primera vez a unas elecciones forales y municipales con Patxi Zabaleta como candidato para la presidencia de Navarra. Uxue Barkos, entonces diputada en el Congreso por Navarra y considerada el dirigente más popular de la comunidad, encabezaba la lista a Pamplona.
A estas elecciones se presentaba también IUN-NEB bajo la dirección de su candidato Ion Erro, reivindicando un gobierno de izquierdas. Idoia Saralegui era la candidata de esta formación a la alcaldía de Pamplona. Convergencia de Demócratas Navarros (escisión de UPN) presentaba como candidato a su líder y expresidente Juan Cruz Alli, que había sido muchos años uno de los políticos mejor valorados de Navarra y, como candidato a alcalde de la capital, a José Andrés Burguete, entonces consejero de Vivienda en el gobierno formado por UPN-CDN. Tanto IUN-NEB como CDN eran conocedores de su fuerza como "partido bisagra" con opciones de formar gobiernos de coalición. 
El entorno político de Batasuna, en su día tercera fuerza navarra, aseguró que también estaría presente y, pese a que sus listas bajo la denominación Abertzale Sozialisten Batasuna fueron ilegalizadas, las presentadas por Acción Nacionalista Vasca solo habían sido ilegalizadas parcialmente. ANV no pudo participar en las elecciones forales, pero sí en las municipales de los principales ayuntamientos navarros, solicitándose por parte de los líderes de la ilegalizada Batasuna el voto para esta formación.

### Polémicas
Ante las críticas recibidas, UPN modificó su campaña preelectoral en la que aparecía un niño con una camiseta de Osasuna.
El arzobispo de Pamplona, Fernando Sebastian, fue criticado al hacerse públicas unas polémicas declaraciones relativas a los partidos confesionales, que efectuara en una conferencia realizada en febrero de 2007, y que posteriormente matizó aunque criticando al PSOE.
Simpatizantes de la "izquierda abertzale" trataron de reventar el inicio de la campaña electoral del PSN, jornada en la que también se produjeron incidentes de "kale borroka" en Villava y Aoiz, posteriormente boicotearon los actos del resto de partidos, especialmente de Nabai, llegando a invadir su sede en Pamplona.
La campaña institucional instando al voto bajo el lema "Porque lo llevas dentro, tu voto construye Navarra" fue paralizada por la Junta Electoral Provincial, a petición de IUN-NEB, siendo admitido el recurso interpuesto por el Gobierno de Navarra.

## Sondeos preelectorales
El hecho de que se presentara una nueva formación (Nafarroa Bai) provocaba un difícil análisis de los posibles resultados, teniendo en cuenta además ciertas variables que podían alterar la intención de voto de los ciudadanos, como son: la política antiterrorista y el fallido proceso de paz, el "efecto Zapatero", los pactos post-electorales o la incertidumbre sobre la presencia de la denominada "izquierda abertzale".
|                       | 2006 | 2006    | 2007  | 2007    | 2007  | 2007           | 2007  | 2007                                                              | 2007  | 2007          |           |
|                       | CIES | Sigma 2 | CIS   | Sigma 2 | Opina | TNS Demoscopia | CIES  | Quor SL Archivado el 29 de septiembre de 2007 en Wayback Machine. | Opina | A pie de urna | Variación |
| --------------------- | ---- | ------- | ----- | ------- | ----- | -------------- | ----- | ----------------------------------------------------------------- | ----- | ------------- | --------- |
| UPN                   | 21   | 21-23   | 20-21 | 22-24   | 21    | 22-23          | 21-23 | 20-21                                                             | 22    | 19-21         | 19-24     |
| NaBai                 | 11   | 12-13   | 13-14 | 10-11   | 13    | 10-11          | 12-13 | 12                                                                | 12    | 14-16         | 10-16     |
| PSN-PSOE              | 11   | 10-11   | 10    | 12-13   | 13    | 10-11          | 11-12 | 12-13                                                             | 14    | 11-13         | 10-14     |
| IUN-NEB               | 4    | 3       | 3     | 3       | 3     | 3-4            | 2-3   | 3                                                                 | 2     | 2-3           | 2-4       |
| CDN                   | 3    | 2       | 3     | 1       | 0     | 2              | 2-3   | 2                                                                 | 0     | 0-1           | 0-3       |
| Izquierda abertzale   | --   | --      | --    | --      | --    | 0-2            | --    | --                                                                | --    | --            | 0-2       |
| Muestra (entrevistas) | 960  | --      | 1189  | 500     | 1000  | 500            | 1505  | --                                                                | --    | --            |           |

NOTA: El sondeo de TNS Demoscopia es el único que analiza la participación de la denominada izquierda abertzale.

## Resultados
| ← Elecciones al Parlamento de Navarra de 2007 → |                                                                              |                |         |       |         |      |
| Presidente y gobierno | Partido                                                                      | Candidato      | Votos   | %     | Escaños | +/–  |
| - Presidente: Miguel Sanz - Gobiernos: UPN, CDN (2007-2009) UPN (2009-2011) - Censo: 471.647 - Votantes: 347.851 (73,8%) - Abstención: 123.796 (26,2%) - Válidos: 329.755 - A candidatura: 325.175 (98,6%) | Unión del Pueblo Navarro (UPN)                                               | Miguel Sanz    | 139.122 | 42,78 | 22      | –1   |
| - Presidente: Miguel Sanz - Gobiernos: UPN, CDN (2007-2009) UPN (2009-2011) - Censo: 471.647 - Votantes: 347.851 (73,8%) - Abstención: 123.796 (26,2%) - Válidos: 329.755 - A candidatura: 325.175 (98,6%) | Nafarroa Bai (NaBai)                                                         | Patxi Zabaleta | 77.893  | 23,95 | 12 a    | +4 b |
| - Presidente: Miguel Sanz - Gobiernos: UPN, CDN (2007-2009) UPN (2009-2011) - Censo: 471.647 - Votantes: 347.851 (73,8%) - Abstención: 123.796 (26,2%) - Válidos: 329.755 - A candidatura: 325.175 (98,6%) | Partido Socialista de Navarra (PSN-PSOE)                                     | Fernando Puras | 74.157  | 22,81 | 12      | +1   |
| - Presidente: Miguel Sanz - Gobiernos: UPN, CDN (2007-2009) UPN (2009-2011) - Censo: 471.647 - Votantes: 347.851 (73,8%) - Abstención: 123.796 (26,2%) - Válidos: 329.755 - A candidatura: 325.175 (98,6%) | Convergencia de Demócratas de Navarra (CDN)                                  | Juan Cruz Alli | 14.412  | 4,43  | 2       | –2   |
| - Presidente: Miguel Sanz - Gobiernos: UPN, CDN (2007-2009) UPN (2009-2011) - Censo: 471.647 - Votantes: 347.851 (73,8%) - Abstención: 123.796 (26,2%) - Válidos: 329.755 - A candidatura: 325.175 (98,6%) | Izquierda Unida de Navarra-Nafarroako Ezker Batua (IUN-NEB)                  | Ion Iñaki Erro | 14.337  | 4,41  | 2       | –2   |
| - Presidente: Miguel Sanz - Gobiernos: UPN, CDN (2007-2009) UPN (2009-2011) - Censo: 471.647 - Votantes: 347.851 (73,8%) - Abstención: 123.796 (26,2%) - Válidos: 329.755 - A candidatura: 325.175 (98,6%) | Representación Cannábica Navarra-Nafarroako Ordezkaritza Kanabikoa (RCN-NOK) |                | 4.707   | 1,45  | 0       |      |
| - Presidente: Miguel Sanz - Gobiernos: UPN, CDN (2007-2009) UPN (2009-2011) - Censo: 471.647 - Votantes: 347.851 (73,8%) - Abstención: 123.796 (26,2%) - Válidos: 329.755 - A candidatura: 325.175 (98,6%) | Partido Carlista (EKA)                                                       |                | 541     | 0,17  | 0       |      |
| - Presidente: Miguel Sanz - Gobiernos: UPN, CDN (2007-2009) UPN (2009-2011) - Censo: 471.647 - Votantes: 347.851 (73,8%) - Abstención: 123.796 (26,2%) - Válidos: 329.755 - A candidatura: 325.175 (98,6%) | Nulosc                                                                       | N/A            | 18.301  | 3,88  | N/A     | N/A  |
| - Presidente: Miguel Sanz - Gobiernos: UPN, CDN (2007-2009) UPN (2009-2011) - Censo: 471.647 - Votantes: 347.851 (73,8%) - Abstención: 123.796 (26,2%) - Válidos: 329.755 - A candidatura: 325.175 (98,6%) | En blanco                                                                    | N/A            | 4.580   | 1,4   | N/A     | N/A  |

a De ellos 5 de Aralar, 4 de EA, 1 del PNV, 1 de Batzarre y 1 independiente próximo a Aralar.

b Respecto a la suma de Aralar, EA y PNV en 2005.

c ANV contabilizó la totalidad de los votos nulos como propios, reclamando dos parlamentarios.